# Communauté de communes Forêts, Lavières et Suzon
La communauté de communes Forêts, Lavières et Suzon est une ancienne communauté de communes française, située dans le département de la Côte-d'Or et la région Bourgogne.

## Histoire
Elle est dissoute le 31 décembre 2013 pour fusionner avec la communauté de communes du pays de Saint-Seine et former la communauté de communes Forêts, Seine et Suzon.

## Composition
La communauté de communes Forêts Lavières et Suzon regroupait quatre communes du canton de Fontaine-lès-Dijon et une du canton de Dijon-5.
| Nom                         | Code Insee | Gentilé     | Superficie (km2) | Population (dernière pop. légale) | Densité (hab./km2) |
| --------------------------- | ---------- | ----------- | ---------------- | --------------------------------- | ------------------ |
| Messigny-et-Vantoux (siège) | 21408      | Messigniens | 33,92            | 1 603 (2014)                      | 47                 |
| Darois                      | 21227      | Daroisiens  | 8,12             | 450 (2014)                        | 55                 |
| Étaules                     | 21255      |             | 16,71            | 266 (2014)                        | 16                 |
| Prenois                     | 21508      | Pernoleis   | 19,16            | 387 (2014)                        | 20                 |
| Savigny-le-Sec              | 21591      | Savinois    | 9,34             | 829 (2014)                        | 89                 |